# Universität Vilnius

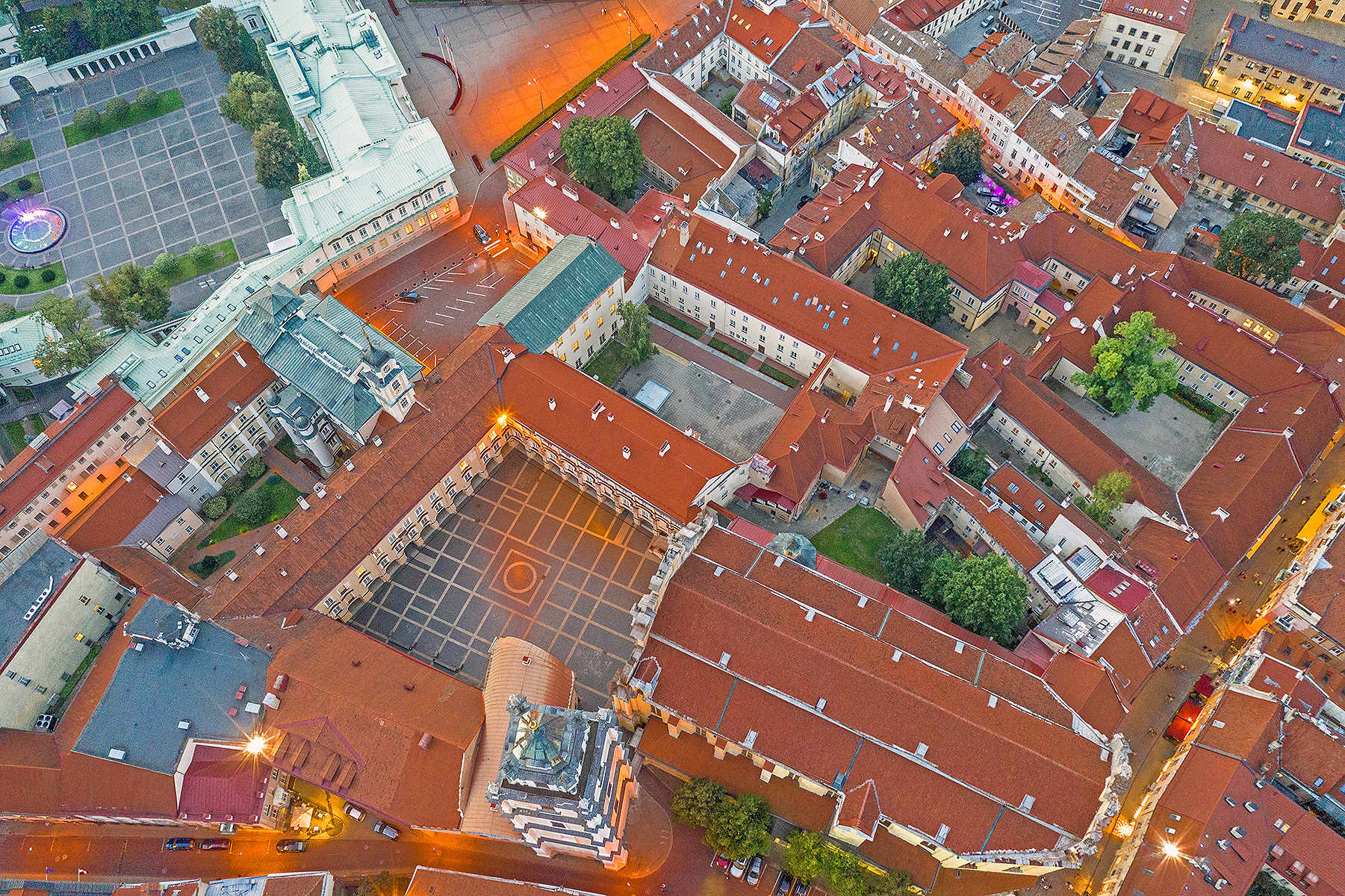
VU Campus

Die Universität Vilnius (litauisch Vilniaus universitetas, lateinisch Universitas Vilnensis, polnisch Uniwersytet Wileński) in Vilnius ist die größte Universität in Litauen und eine der ältesten in Mitteleuropa. Sie besteht aus zwölf Fakultäten, acht Universitätsinstituten sowie zehn Studien- und Forschungszentren. Die Universitätsbibliothek Vilnius ist die älteste Bibliothek in Litauen. Angegliedert sind drei Universitätsspitäler, ein astronomisches Observatorium, der Botanische Garten, das Universitätsrechenzentrum und die Universitätskirche St. Johannes. Hier studieren 1300 ausländische Studenten, davon 96 Studenten Erstsemester in der Humanmedizin und 18 Studenten in der Zahnmedizin im Studium auf Englisch.

## Geschichte

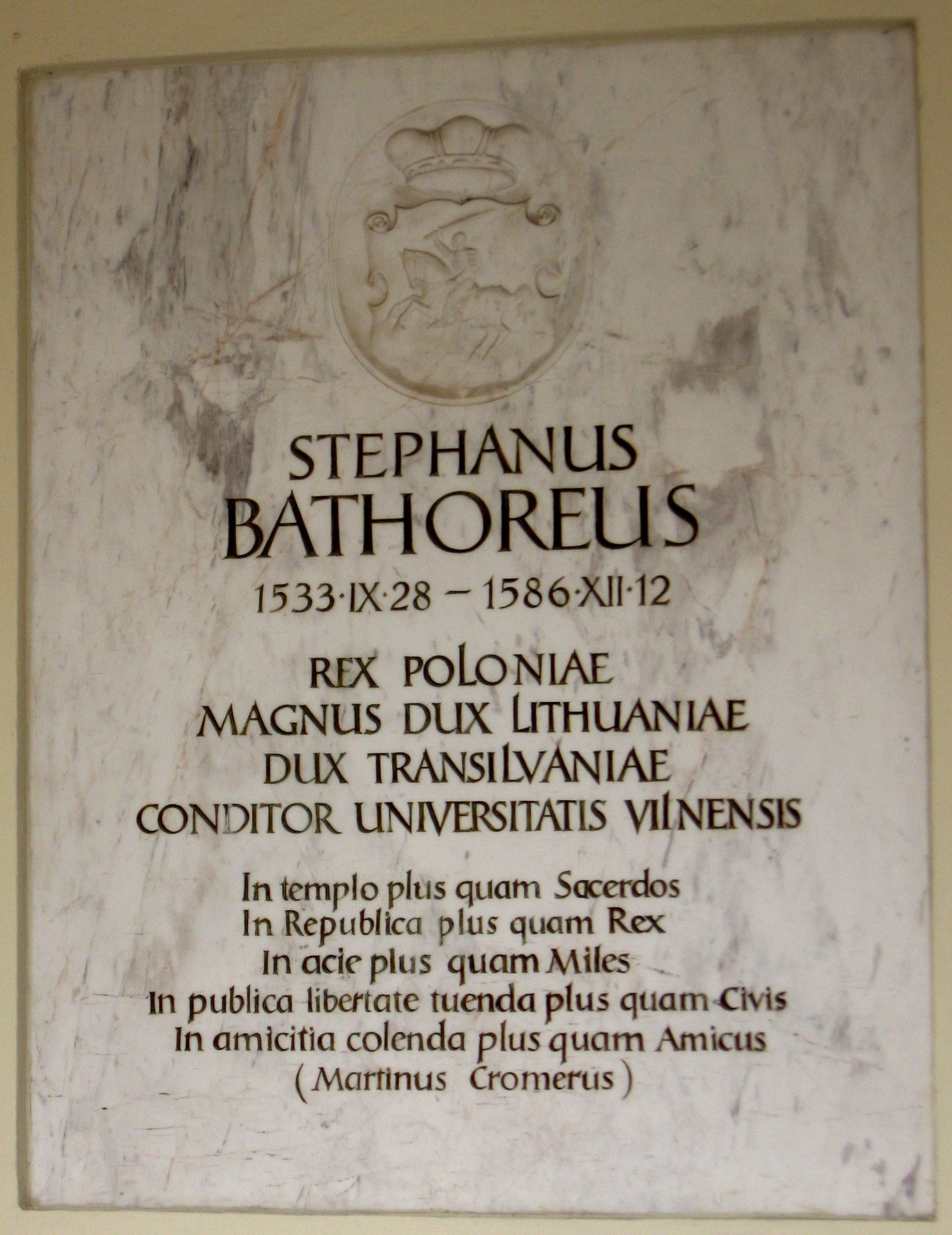
Gedenktafel für Stephan Báthory im Campus der Universität von Vilnius

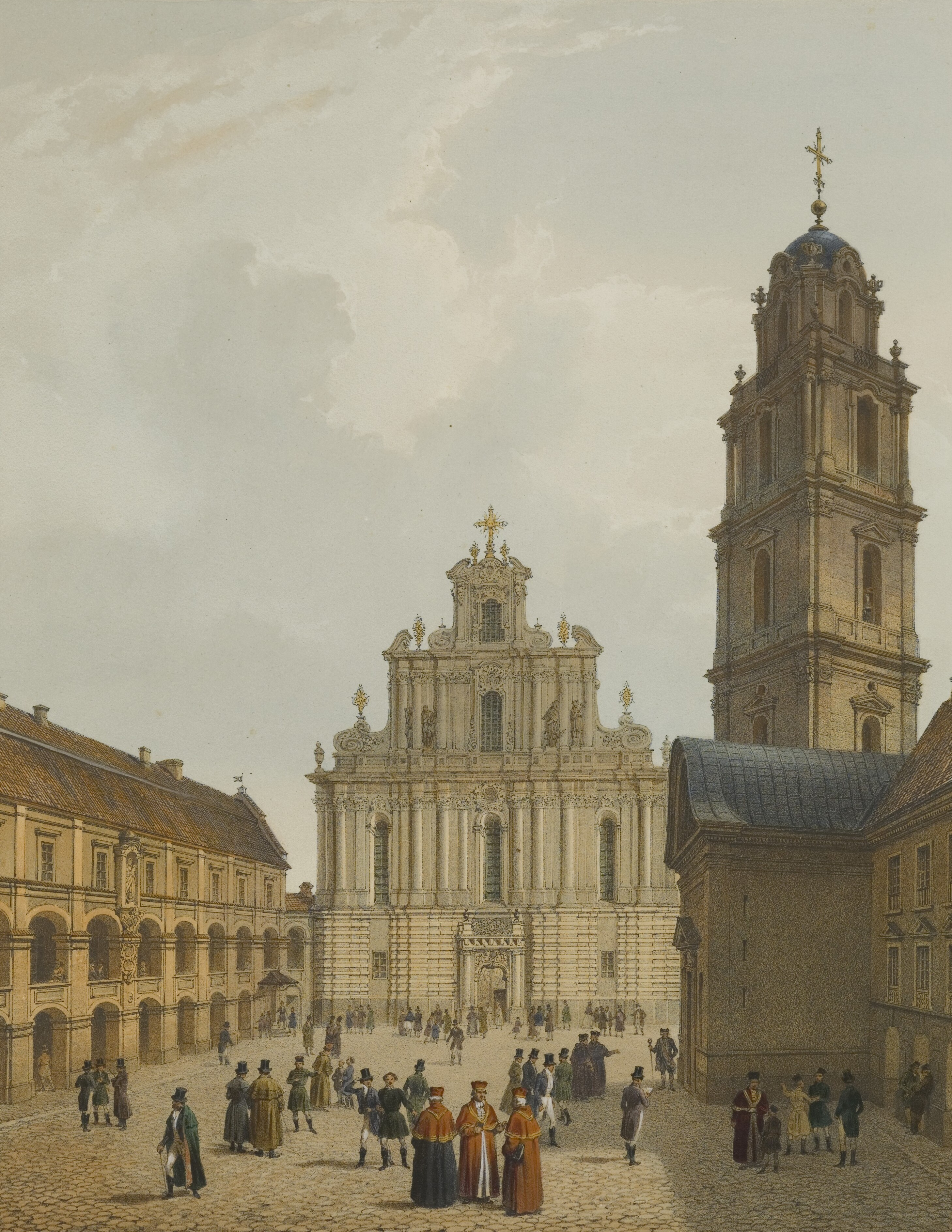
Der große Hof der Universität, Mitte 19. Jahrhundert

### Gründung und polnisch-litauische Zeit (1578–1795)
Vorläufer der Universität Vilnius war das 1570 gegründete Jesuitenkolleg, das die Gedanken der Gegenreformation durchsetzen sollte. Es wurde 1578 von König Stephan Báthory von Polen-Litauen, der zugleich Großfürst von Litauen war, zu einer Akademie mit der Bezeichnung Academia et Universitas Vilnensis Societatis Iesu (Vilniusser Akademie und Universität der Gesellschaft Jesu) mit einer philosophischen und theologischen Fakultät umgewandelt und 1579 von Papst Gregor XIII. bestätigt. Als Rektor berief der König Piotr Skarga, den Provinzial der Jesuiten in Polen. Nach der bereits 1364 begründeten Universität in Krakau war sie die zweite Universität im polnisch-litauischen Reich und für lange Zeit der östliche Vorposten der europäischen Universitätslandschaft. Sie war, wie viele der Universitätsgründungen des Jesuiten-Ordens im Europa zur Wende des 16./17. Jahrhunderts, den Anstrengungen der katholischen Kirche zur Gegenreformation geschuldet. Hinzu kam, dass vermögende Mitglieder des litauischen Adels wie die Familie Radziwill dem Protestantismus anhingen und zudem 1544 im benachbarten Preußen die (protestantische) Universität in Königsberg gegründet worden war, die viele litauische Studenten und Gelehrte anzog. Die Jesuiten gründeten in der Folgezeit weitere Kollegien (nicht Universitäten) in Riga, Dorpat, Polotsk, Njaswisch und Grodno.
Wie für die meisten jesuitischen Universitäten üblich, bestand sie zunächst nur aus zwei (statt der klassischen vier) Fakultäten. Die Mathematik war der Fakultät für Philosophie untergeordnet. 1641 stiftete der litauische Kanzler Casimirus Leo Sapieha die juristische Fakultät, die medizinische Fakultät folgte erst 1781.
Wichtige Gelehrte aus der Barockzeit, die an der Vilniusser Universität studierten oder lehrten, sind der Dichter Mathias Casimirus Sarbievius (1595–1640), der Philosoph Martinus Smiglecius (1564–1618; Logica, Ingolstadt, 1618), der Theologieprofessor Constantinus Syrvidus (1580–1631), Verfasser des ersten litauisch-polnisch-lateinischen Wörterbuchs (1620) und Begründer der litauischen Linguistik, und der Rhetoriker Sigismundus Lauxminus (1597–1670; Praxis oratoria ..., Branev, 1648; Ars et praxis musica, Vilnius, 1667).
Mit der Aufklärung im 18. Jahrhundert ging der Machtverlust des Jesuitenordens einher, der am 23. August 1773 von Papst Clemens XIV. aufgehoben wurde. Damit kam die Universität Vilnius unter den Einfluss einer säkularen „Erziehungskommission“. Der Name der Universität wurde 1781 in «Schola Princeps Magna Ducati Lithuaniae» (Erste Schule des Großfürstentums Litauen) geändert, die Studienzweige Medizin und Naturwissenschaften wurden eingeführt. Das Observatorium lebte unter der Leitung von Martin Poczobutt auf (Universitätsrektor 1780–99), der Botanische Garten wurde 1781 angelegt. Viele westeuropäische Dozenten lehrten um die Wende zum 19. Jahrhundert in Vilnius. Die Universität unterstützte die Annahme der neuen demokratischen Verfassung Polens vom 3. Mai 1791.

### Russische Zeit (1795–1832)
Nach der Dritten polnischen Teilung 1795 kam Litauen zum russischen Zarenreich. Die Hochschule bekam 1803 als „Kaiserliche Universität“ von Zar Alexander I. wieder ihren Universitätstitel zugesprochen und war in dieser Zeit die größte Russlands (die Moskauer Universität war erst 1755 als erste russische Universität gegründet worden). Unter der administrativen Aufsicht des Außenministers des Russischen Reiches und guten Freundes Alexanders I., Adam Jerzy Czartoryski, erfreute sich die Universität großer Förderung und einer wissenschaftlichen Blütezeit. Die Professoren wählten die Dekane und ihren Rektor selbst. 1805 wurde die Universitätsbibliothek für die Öffentlichkeit zugänglich gemacht, 1816 das Lateinische zu Gunsten des Polnischen als Lehrsprache aufgegeben.
Gleichzeitig war die Universität Vilnius stets ein Hort der Aufklärung und damit der Idee der nationalen Selbstbestimmung. Ab 1821 wurde sie durch die Vorlesungen von Polens bedeutendstem Historiker und späteren Freiheitskämpfer Joachim Lelewel zu einem Zentrum der nationalen Begeisterung der akademischen Jugend. Die Universität blühte dermaßen auf, dass sie Mitte der 1820er Jahre eine der größten Europas war und mehr Studenten als die Universität Oxford hatte. Das führte jedoch 1824 zur Ablösung Lelewels durch die russische Verwaltung. Gleichzeitig verstärkte sich die Repression: bereits 1823 wurden mehrere Studenten, die den Studentenklubs der „Philomaten“ und der „Philareten“ angehörten, darunter der von Lelewel geförderte Dichter Adam Mickiewicz, wegen Konspiration und Umsturzplänen verhaftet. Nach dem Novemberaufstand von 1831 wurde die Universität 1832 vollständig aufgelöst.
Prominente Namen, die als Gelehrte an der Universität wirkten, sind aus der Zeit der Aufklärung neben den oben Genannten: der Astronom Jan Śniadecki (1756–1830; Rektor der Universität), sein Bruder, der Arzt und Chemiker Jędrzej Śniadecki (1768–1838), die Architekten Martin Knackfuss (1740–1821; Architekt des Neubaus des Observatoriums der Universität) und Laurynas Gucevičius (poln. Wawrzyniec Gucewicz; 1753–98), der Maler Franciszek Smuglewicz (lit. Pranciškus Smuglevičius; 1745–1807), Gründer der Kunstschule an der Universität (1797), sowie die deutschen Ärzte Johann Peter Frank (1745–1821), sein Sohn Josef Frank (1771–1842), und Ludwig Heinrich Bojanus (1776–1827), Professor für Veterinärmedizin (ab 1806) und vergleichende Anatomie (ab 1816), Rektor 1822–23. Zwei herausragende Persönlichkeiten der polnischen nationalromantischen Bewegung, die Dichter Adam Mickiewicz (1798–1855) und Juliusz Słowacki (1809–1849), studierten in Vilnius. Mickiewicz war eines der aktivsten Mitglieder der Studentenverbindung der „Philomaten“, die 1823 verboten wurde. Zudem studierte Simonas Daukantas (1793–1864) an der Universität Vilnius, der die erste Geschichte Litauens auf Litauisch verfasste und damit einer der Begründer der litauischen nationalen Bewegung war.

### Polnische Zeit (1919–1939)
Der Erste Weltkrieg brachte instabile Verhältnisse in Litauen. Litauer, Polen und Sowjetrussen stritten um die Herrschaft über Vilnius. Nachdem sich die Polen im August 1919 militärisch endgültig durchsetzen konnten, kam es am 11. Oktober 1919 zur offiziellen Wiedereröffnung der Universität, nunmehr als «Polnische Stefan-Batory-Universität». In Zeiten des grassierenden Nationalismus war kein Platz für andere Völker und die Universität wurde eine rein polnischsprachige Bildungsinstitution. Die litauischen Professoren und Studenten, die ihrerseits im Dezember 1918 die Absicht zur Wiedergründung der Universität bekundet hatten, dies aber wegen des Polnisch-Litauischen Kriegs und der nachfolgenden Annektierung des Gebiets von Vilnius sowie Gründung der sog. Litwa Środkowa durch Polen nicht mehr umsetzen konnten, zogen nach Kaunas. Die dort 1922 gegründete Universität sah sich zwar in der Tradition der Vilniusser Universität, bekam allerdings 1930 den Namen Vytautas-Magnus-Universität.
Die Stefan-Batory-Universität legte ihren Schwerpunkt auf die Geisteswissenschaften. Trotz ihres relativ geringen Ansehens in der polnischen Universitätslandschaft der Zwischenkriegszeit kann sie in diesem Bereich auf einige bekannte Namen verweisen. Der Philosoph Władysław Tatarkiewicz (1886–1980) lehrte hier ebenso wie der Mathematiker Antoni Zygmund (1900–1992). Der spätere polnische Literatur-Nobelpreisträger Czesław Miłosz (1911–2004) studierte kurze Zeit in Vilnius.
Mit dem Anfang des Zweiten Weltkriegs und der Rückgabe des Vilniusser Landes an Litauen (bzw. an die Litauische SSR) verließen so gut wie alle polnischen Dozenten und Studenten die Universität. Ein Großteil der Lehrerschaft ging an die neu gegründete Nikolaus-Kopernikus-Universität in Thorn, von der die Traditionen der alten Stephan-Bathory-Universität in Wilna gepflegt wurden, einige emigrierten nach Westeuropa und Nordamerika.

### Zweiter Weltkrieg
Am 17. September 1939, kurz nach Beginn des Zweiten Weltkriegs 1939 kam Litauen in die sowjetische Einflusssphäre (Näheres hier). Zunächst wurde das Vilniusser Land der Republik Litauen zugeschlagen und die Universität Vilnius im Dezember 1939 lituanisiert. Mit der Machtübernahme der Kommunisten und dem Anschluss an die Sowjetunion im Juni 1940 folgte ein Jahr der kommunistischen Machtausübung auch an der Universität; von Ende Juni 1941 (Überfall Deutschlands auf die Sowjetunion) bis Oktober 1943 war sie unter der Kontrolle nationalsozialistischer Besatzer. Die jüdischen Studenten und Lehrer wurden von der Universität verwiesen und großenteils 1941 ermordet; später ebenso auch nichtjüdische polnische und russische Studenten. Im März 1943 wurde der Betrieb der Universität gänzlich eingestellt.

### Sowjetische Zeit
Nach der erneuten Machtübernahme durch die Sowjetunion wurde die Universität bereits im Oktober 1944 wiedereröffnet. Sie blieb eine litauische Bildungsinstitution, wurde aber nach stalinistischen ideologischen Gesichtspunkten „gesäubert“: viele ehemalige Dozenten wurden entlassen oder gar nach Sibirien verbannt, der letzte Rektor der polnischen Universität, Stefan Ehrenkreutz, starb im KGB-Gefängnis in Vilnius. Viele andere, bürgerlich orientierte Lehrkräfte hatten Litauen bereits vor der Rückeroberung durch die Rote Armee verlassen. Ein Ärgernis war den kommunistischen Behörden der Ursprung der Universität als Gründung des katholischen Jesuiten-Ordens: Feierlichkeiten zum 375-jährigen Universitätsjubiläum mussten 1954 unterbleiben. 1955 wurde die Universität nach einem führenden litauischen Kommunisten in «Staatliche Vincas-Kapsukas-Universität Vilnius» umbenannt.
Die Hoffnungen auf eine Liberalisierung und Rückgewinnung von Autonomie erfüllten sich 1956 nicht. Der 1956 berufene neue Rektor Juozas Bulavas, der begonnen hatte, den Lehrapparat auszutauschen, musste bereits 1958 zurücktreten. Sein Nachfolger wurde der Mathematiker Jonas Kubilius (bis 1990). Trotz der strengen ideologischen Überwachung insbesondere der geisteswissenschaftlichen Fächer konnte sich die Universität Vilnius ab der Mitte der 1960er Jahre als Zentrum der Baltistik etablieren und internationalen Austausch pflegen. Die 400-Jahr-Feiern fanden sowohl in Litauen als auch in Polen – unter Ausklammerung der Fragen, ob es sich um eine polnische oder litauische Universität handle – sowie unter polnischen und litauischen Emigranten in Los Angeles statt. Im Vorfeld der Feiern im Jahr 1979 gelang es, die erforderlichen Mittel zu einer grundlegenden Sanierung des historischen Universitätsgeländes aufzubringen. In Saulėtekis am nördlichen Stadtrand entstanden von 1968 bis 1978 neue Gebäude für die Fakultäten der Physik, der Wirtschaftsforschung und der Rechtswissenschaften sowie Studentenheime. 1989 hatte die Universität insgesamt 14 Fakultäten, davon zwei in Kaunas.

### Litauische Zeit (seit 1990)
Bereits im Herbst 1988 verdichteten sich die Anzeichen für das Aufkommen einer neuen Epoche. Die Unabhängigkeitsbewegung Sąjūdis fand breiten Rückhalt an der Universität. Mit Beginn des Studienjahres 1989/90 wurden die Vorlesungen zum Marxismus-Leninismus gestrichen und im Gegenzug wurde die Fakultät für Philosophie (mit den Bereichen Philosophie, Psychologie, Soziologie) wieder eingerichtet. Nachdem sich Litauen im Frühjahr 1990 für unabhängig erklärt hatte, erhielt die Universität die Bezeichnung «Universitas Vilnensis» (lit. Vilniaus universitetas). Im Sommer d. J. wurde die Autonomie der Hochschule wiederhergestellt. Im Dezember 1990 schließlich wurde der reformfreudige Rektor Rolandas Pavilionis gewählt, der bis 2000 im Amt blieb.
Mit der wiedererlangten Unabhängigkeit kehrte man auch zu den Ursprüngen der Universität zurück: Mit dem Studienjahr 1991/92 wurde das traditionelle dreistufige Studiensystem von Bachelor, Master und Doktor wieder eingeführt, das bis zur sowjetischen Zeit gegolten hatte. Zudem kam im Oktober 1991 die Johannes-Kirche (Šv. Jonų bažnyčia) wieder unter die Hoheit der Universität; seit 1993 wird die Kirche wieder von den Jesuiten geführt. Die ideologisch besonders belasteten Studiengänge Wirtschaft und Geschichtswissenschaften wurden von Grund auf neu strukturiert, eine neue Fakultät für Kommunikation eingerichtet, an der wiederum ein eigenes Institut für Journalismus neue Standards für freie Meinungsbildung legen sollte. Ebenfalls neu ist seit September 1992 ein eigenes Institut für Internationale Beziehungen und Politikwissenschaften, das im Jahr 2002 ein separates Gebäude im Herzen der Altstadt (Vokiečių g.) bezog. Damit sind heute die Fakultäten für Philologie, für Philosophie (mit Theologie, Psychologie und Soziologie) und für Geschichtswissenschaften sowie die Institute für Fremdsprachen und für Politikwissenschaften im Zentrum der Stadt vertreten, während alle übrigen Fakultäten außerhalb liegen.

## Fakultäten, Institute, Zentren & andere Abteilungen

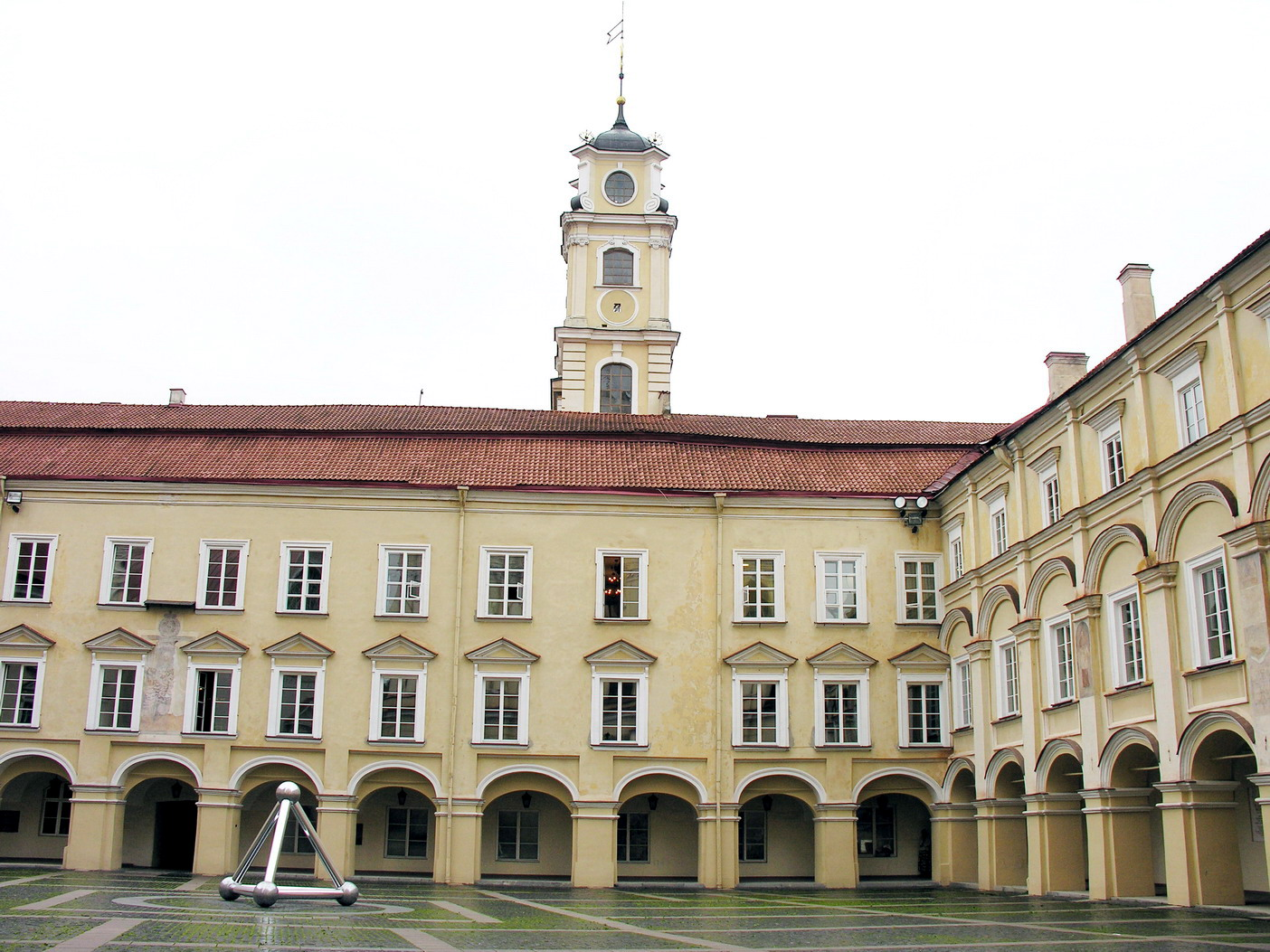
Der große Hof der Universität heute

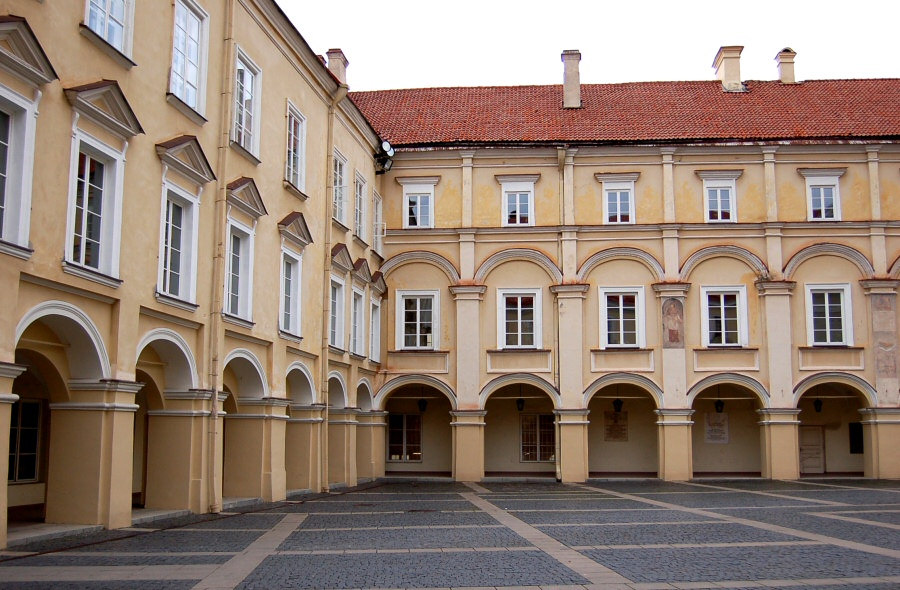
Großer Hof

Die Universität Vilnius gliedert sich heute in insgesamt zwölf Fakultäten, verschiedene Institute sowie andere nicht akademische Bereiche.

### Fakultäten, Institute und akademische Abteilungen
(Quelle:)
- Business School
- Fakultät für Chemie und Geowissenschaften[11]
  1. Institut für Chemie
  2. Institut für Geowissenschaften

- Fakultät für Kommunikation
- Fakultät für Wirtschaftswissenschaften
- Fakultät für Geschichte
- Fakultät für Rechtswissenschaft
- Fakultät für Mathematik und Informatik[12]
  1. Institut für Informatik
  2. Institut für angewandte Mathematik
  3. Institut für Mathematik
  4. Institut für Datenwissenschaft und digitale Technologien
- Fakultät für Medizin[13]
  1. Institut für Biomedizin
  2. Institut für Klinische Medizin
  3. Institut für Zahnmedizin
  4. Institut für Gesundheitswissenschaften
- Fakultät für Philologie[14]
  1. Institut für Anglistik und Romanistik
  2. Institut für Sprachen und Kulturen im Ostseeraum
  3. Institut für Literatur, Kultur- und Übersetzungsforschung
  4. Institut für angewandte Sprachwissenschaften
  5. Institut für Fremdsprachen
- Fakultät für Philosophie[15]
  1. Institut für Asien- und Transkulturelle Studien
  2. Institut für Psychologie
  3. Institut für Philosophie
  4. Institut für Soziologie und soziale Arbeit
  5. Institut für Bildungswissenschaften
- Fakultät für Physik[16]
  1. Institut für physikalische Chemie
  2. Institut für Photonik und Nanotechnologie
  3. Institut für angewandte Elektrodynamik und Telekommunikation
  4. Institut für Theoretische Physik und Astronomie
- Institut für Internationale Beziehungen und Politikwissenschaften
- Kaunas Fakultät[17]
  1. Institut für Sozialwissenschaften und angewandte Informatik
  2. Institut für Sprachen, Literatur und Übersetzungsstudien
- Zentrum für Lebenswissenschaften[18]
  1. Institut für Biochemie
  2. Institut für Biowissenschaften
  3. Institut für Biotechnologie

### Andere Bereiche
- Botanischer Garten
- IT - Dienstleistungszentrum
- Bibliothek
- Kulturzentrum
- Gesundheit- und Sportzentrum
- Museum
- Verlag
- Zentrum für Immobilienverwaltung und Dienstleistungen
- Konferenz, Seminar und Freizeitzentrum Romuva
- Zentrum für Studentenwohnheime

## Architektur
Der alte, zentral gelegene Campus der Universität reflektiert alle in Litauen vertretenen architektonischen Stile: Gotik, Renaissance, Barock und Klassizismus. Diese über mehrere Jahrhunderte gewachsene „Stadt in der Stadt“ hat insgesamt 13 Höfe. Um sie gruppieren sich die Fakultäten für Philologie, für Philosophie mit Theologie, Psychologie und Soziologie, sowie für Geschichtswissenschaften, die Universitätsverwaltung und die Universitätsbibliothek.

### Bibliothek

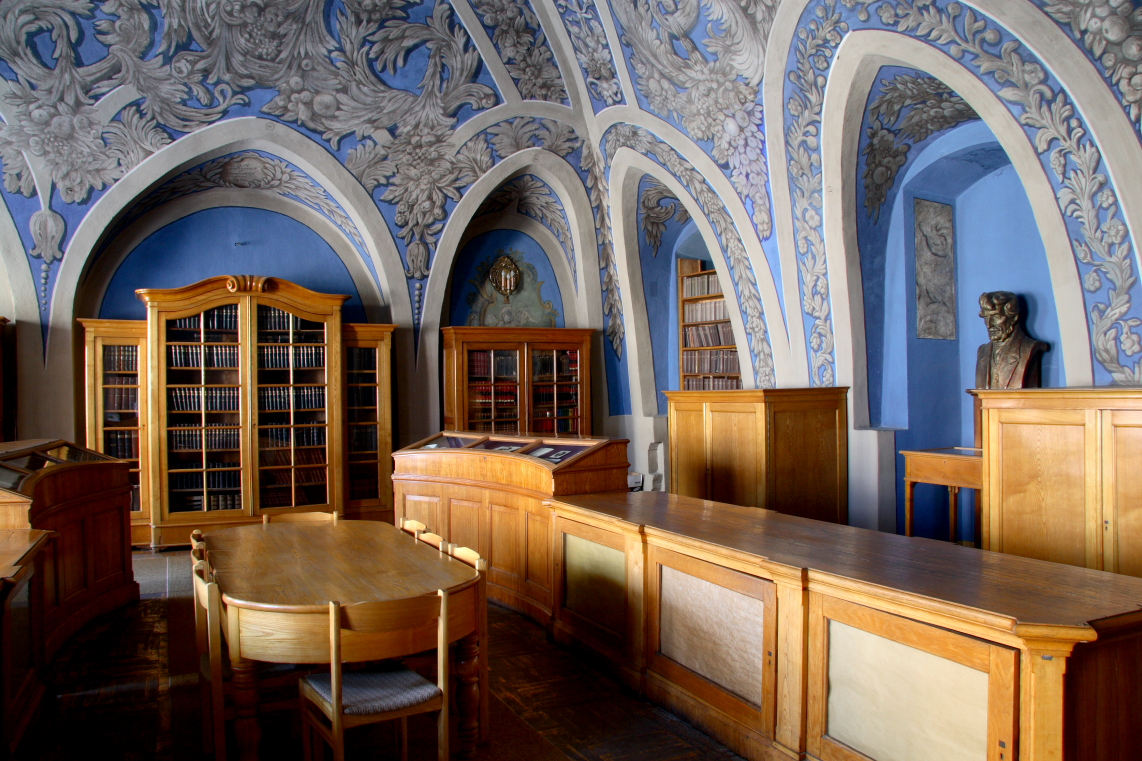
Joachim-Lelewel-Saal

Noch vor der Gründung der eigentlichen Universität 1579 bestand eine umfangreiche Bibliothek des Jesuitenkollegs, die durch Stiftungen des Königs Sigismund II. August und des damaligen Bischofs, Georgius Albinius, 1570 begründet worden war. Bereits 1579 bei der Universitätsgründung umfasste sie 4.500 Publikationen. 1804 wurde sie für die breite Öffentlichkeit zugänglich gemacht. Die Schließung der Universität 1832 (und erneut während der Kriegswirren des Ersten Weltkriegs) fügten dem Bestand schwere Verluste zu. Die Bibliothek war zunächst gänzlich geschlossen, wurde 1856 als Antiquarisches Museum geöffnet und zwei Jahre nach dem zweiten litauisch-polnischen Aufstand von 1863 Öffentliche Bibliothek und Museum. Zahlreiche in Litauen beschlagnahmte Bücher wurden diesem Museum zugeführt.
Nach dem Zweiten Weltkrieg konnten einige der historischen Schriften, die nach 1832 über ganz Russland verteilt worden waren, wieder zurückgewonnen werden. Heute zählt die Bibliothek 313 Inkunabeln (ältestes Buch von 1467), zahlreiche einmalige Dokumente zur litauischen Geschichte sowie alte Bücher auf Estnisch, Lettisch, in Kyrillisch und in Graschdanka. Außerdem gibt es eine umfangreiche Manuskripten-Sammlung, eine Graphische Sammlung mit über 87.000 Drucken und eine bedeutende Kartensammlung mit 1.000 Atlanten und über 10.000 historischen Karten, begründet unter anderem durch die Sammlung Joachim Lelewels.
Der heutige Gesamtbestand beträgt 5,3 Millionen Stück (5.500 Werke aus dem 16. Jahrhundert und 19.000 Werke aus dem 17. Jahrhundert). Seit 1965 ist die Universitäts-Bibliothek eine Pflichtexemplarbibliothek (Depository Library) der Vereinten Nationen.
Der Prachtsaal der Bibliothek ist das ehemalige Refektorium im Erdgeschoss. 1802–04 war es vom Maler Franciszek Smuglewicz (lit. Pranciškus Smuglevičius; 1745–1807) umgestaltet und mit Wandmalereien ausgestattet worden (älteres Deckengemälde aus dem 17. Jahrhundert). Danach diente es als Lesesaal der nun auch für die Öffentlichkeit zugänglichen Bibliothek. Hier wird auch den heutigen Besuchern eine Auswahl der wertvollsten alten Bände gezeigt. Ebenfalls Teil des Bibliotheksmuseums ist der zweistöckige prachtvolle Weiße Saal im 3. Stock, hier war bis in die 1870er Jahre das Observatorium untergebracht.

### Universitätskirche St. Johannes

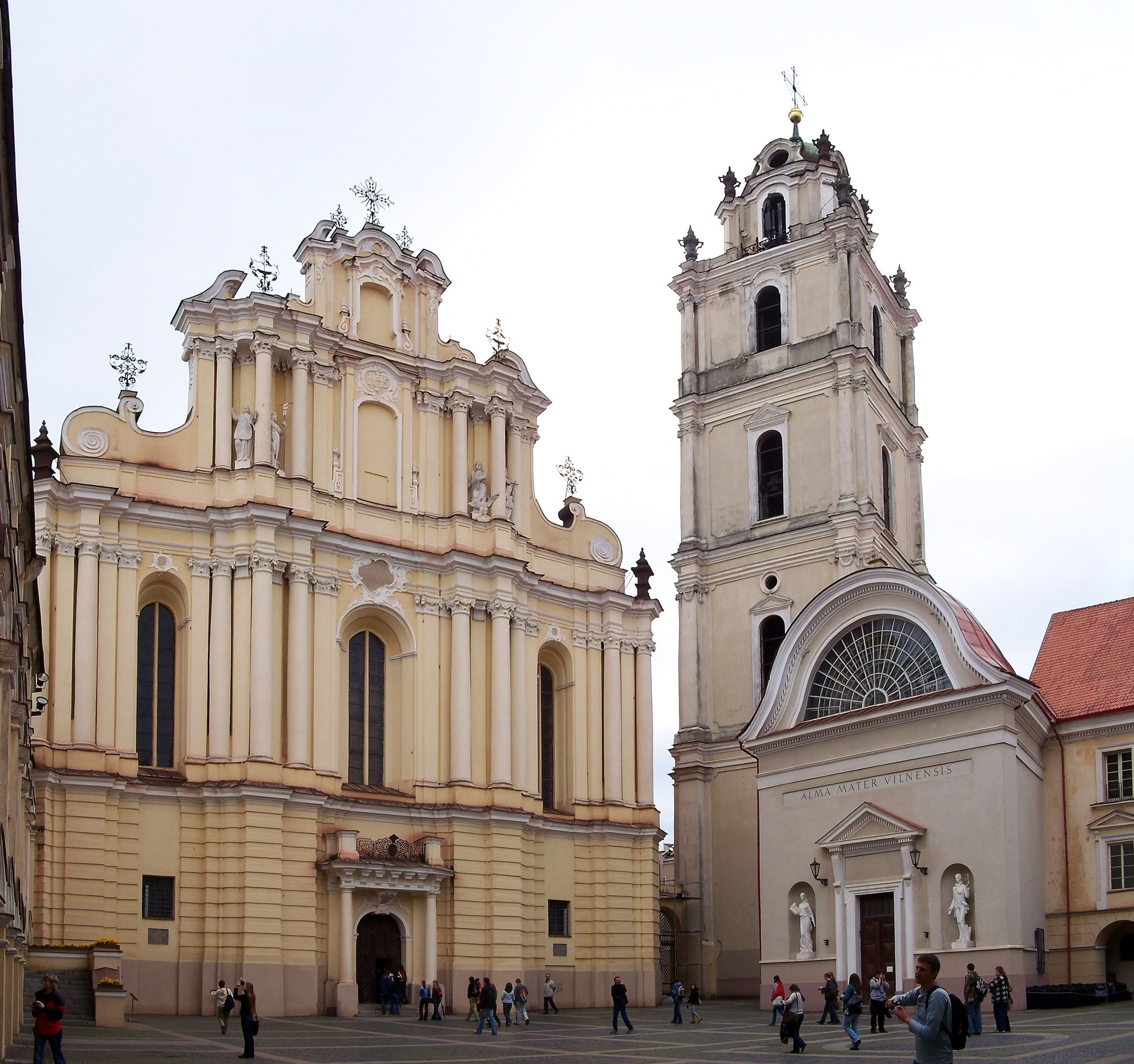
St.-Johannes-Kirche der Universität heute

Die Kirche der hll. Johannes der Täufer und Johannes des Apostels und Evangelisten ist eine der ältesten Kirchen von Vilnius. König Władysław II. Jagiełło ließ sie Ende des 14. Jahrhunderts anlässlich seines Übertritts zum Christentum erbauen. 1571 wurde sie den zwei Jahre zuvor nach Vilnius gekommenen Jesuiten zugewiesen, die sie 1579 in die von ihnen geleitete Universität integrierten.
Das barocke Aussehen verdankt sie dem Wiederaufbau (1738–49) nach einem Stadtbrand 1737, der weite Teile der Universität schwer beschädigt hatte. Als Baumeister holten die Jesuiten den protestantischen und bis dahin wenig bekannten Architekten Johann Christoph Glaubitz (1707–1767) aus Schlesien nach Vilnius. Er fasste die gotische Hallenkirche, die 22 Altäre (heute noch zehn erhalten) und sieben Kapellen zu einem harmonischen Ganzen zusammen und gab ihr ein barockes Gepräge. Zudem stockte er den noch aus der Renaissancezeit stammenden, frei stehenden Glockenturm um zwei Etagen auf. Er ist mit 68 Meter Höhe der höchste in der Vilniusser Altstadt und ein Wahrzeichen der Stadt.

## Bekannte Absolventen
- Alfonsas Andriuškevičius (* 1940), litauischer Kunsthistoriker, Kunstkritiker und Schriftsteller
- Zbigniew Balcewicz (* 1946), litauischer Politiker polnischer Herkunft, Mitglied der polnischen Partei in Litauen Lietuvos lenkų rinkimų akcija
- Wilhelmina Iwanowska (1905–1999), Mathematikerin, Astronomin und Hochschullehrerin
- Juozas Kazickas (1918–2014), Unternehmer und Mäzen
- Edige Mustafa Kirimal (1911–1980), türkischer Politiker krim-tatarischer Herkunft
- Barys Kit (1910–2018), belarussischer Mathematiker, Physiker, Chemiker und Raketenwissenschaftler
- Joachim Lelewel (1786–1861), Freiheitskämpfer und bedeutendster Historiker Polens
- Ryszard Maciejkianiec (* 1947), Vorsitzender der Polnischen Volkspartei in Litauen
- Adam Bernard Mickiewicz (1798–1855), polnischer Schriftsteller
- Czesław Miłosz (1911–2004), polnischer Dichter, Nobelpreisträger für Literatur
- Czesław Okińczyc (* 1955), litauischer Politiker, Mitglied der Lietuvos lenkų rinkimų akcija, einer polnischen Partei in Litauen
- Leokadia Poczykowska (* 1955), litauische Politikerin polnischer Herkunft
- Jerzy Putrament (1910–1986), polnischer Dichter und Schriftsteller
- Mikalaj Schkjaljonak (1899–1946), weißrussischer politischer Aktivist
- Juliusz Słowacki (1809–1849), polnischer Dichter
- Stanislau Stankewitsch (1907–1980), weißrussischer Politiker und Nazikollaborateur
- Jan Kanty Steczkowski (1862–1929), polnischer Politiker und Ministerpräsident
- Stanisław Stomma (1908–2005), polnischer Politiker und Publizist
- Tomas Venclova (* 1937), litauischer Dichter
- Jan Pavel Woronicz (1757–1829), polnischer Politiker, Jesuit, Dichter und Primas von Polen

## Bekannte Studenten
- Natallja Arsennewa (1903–1997), belarussische Lyrikerin, Dramatikerin, Librettistin und Übersetzerin
- Michas Ganko (1918–nach 1947), weißrussischer Offizier und Nazikollaborateur

## Ehrendoktoren
mit dem Jahr der Verleihung
- Jan Safarewicz, 1979
- Zdenek Češka, 1979
- Werner Scheler, 1979
- Valdas Adamkus, 1989
- Czesław Olech, 1989
- Christian Winter, 1989
- Andreas Hofer, 1991
- Edvardas Varnauskas, 1992
- Martynas Yčas, 1992
- Paulius Rabikauskas, 1994
- Tomas Remeikis, 1994
- William Schmalstieg, 1994
- Wladimir Toporow, 1994
- Václav Havel, 1996
- Alfred Laubereau, 1997
- Nikolaj Bachalov, 1997
- Rainer Eckert, 1997
- Juliusz Bardach, 1997
- Theodor Hellbrügge, 1998
- Friedrich Scholz, 1998
- Zbigniew Brzeziński, 1998
- Maria Wasna, 1999
- Ludwik Piechnik, 1999
- Sven Lars Caspersen, 1999
- Wolfgang P. Schmid, 2000
- Eduard Liubimskij, 2000
- Andrzej Zoll, 2002
- Dagfinn Moe, 2002
- Jurij Stepanov, 2002
- Ernst Ribbat, 2002
- Sven Ekdahl, 2004
- Peter Sauer, 2004
- Peter Gilles, 2004
- Francis Robicsek, 2004
- Aleksander Kwaśniewski, 2005
- Vladimir P. Skulachev, 2005
- Vassilios Skouris, 2005
- Pietro Umberto Dini, 2005
- Jacques Rogge, 2006
- Gunnar Kulldorff, 2006
- Reinhard Bittner, 2007
- Wojciech Smoczyński, 2007
- Helmut Kohl, 2008
- Georg Völkel, 2008
- Andres Metspalu, 2010
- Imre Kátai, 2010
- Robert Huber, 2011
- Andrzej Gospodarowicz, 2011
- Algis Mickūnas, 2011
- Jurij Kuzmenko, 2011
- Thomas Ruzicka, 2012
- Markus Wolfgang Büchler, 2012
- Graham R. Fleming, 2013
- Hartmut Fueß, 2013
- Jón Baldvin Hannibalsson, 2015
- Michael Shur, 2015
- Peter Schemmer, 2016
- Sanjay Mathur, 2016
- Tomas Venclova, 2017
- Marie-Claude Viano, 2017
- Otmar Seul, 2017
- Emmanuel Macron, 2020
- Ian B. Spielman, 2020
- Gérard Mourou, 2020
- Koen Lenaerts, 2022
- Bruno Robert, 2022
- Andrew Bush, 2022
- Thomas Chung-Kuang Yang, 2022
- Anna Pikulska-Radomska, 2023
- Daniel Petit, 2023
- Hans Kjeldsen, 2023